# 하임 솔로몬
하임 살로몬(Haym Salomon, 다른 이름: 솔로몬, 1740년 4월 7일 ~ 1785년 1월 6일)은 폴란드 태생의 미국 상인으로, 미국 독립 혁명 기간 중 대륙회의의 주요 금융가로 활동하며 명성을 얻었다. 폴란드-리투아니아의 레슈노에서 태어난 살로몬은 서유럽에서 금융을 공부한 후 1775년 뉴욕으로 이민을 왔다. 같은 해 미국 독립 전쟁이 발발하자 살로몬은 미국 재무감독관이었던 로버트 모리스와 협력하여 금융 서비스를 제공하며 애국파를 지원했으며, 자유의 아들들의 일원으로서 목숨을 걸고 활동하다가 
간첩 행위로 영국군에 의해 여러 차례 체포되었다.
그는 모리스를 대신하여 어음을 판매함으로써 프랑스 대출금을 경화로 전환하는 데 도움을 주었으며, 애국파를 위한 대규모 기부도 중개했다. 여기에는 조지 워싱턴의 결정적인 요크타운 전역을 가능하게 한 1781년의 중요한 20,000달러 대출이 포함되었는데, 이는 미국 독립의 전환점이 되었다. 1781년부터 1784년까지 살로몬은 650,000달러 이상을 제공하는 데 기여했다.틀:USDCY 그는 또한 필라델피아의 미크베 이스라엘 회당을 공동 설립하고 차별적인 법률에 이의를 제기하며 종교의 자유를 옹호하기도 했다. 대륙육군과 여러 미국 건국의 아버지에게 전 재산을 기부했음에도 불구하고, 살로몬은 정부 관리와 개인 채권자들이 그에게 진 빚을 갚지 못하여 1785년 필라델피아에서 무일푼으로 사망했다.

## 초기 생애 및 교육
하임 살로몬은 1740년 4월 7일 폴란드-리투아니아의 레슈노에서 알람브라 칙령으로 1492년 스페인에서 유대인이 추방된 후 폴란드로 점진적으로 이주해 온 스페인 및 포르투갈계 유대인의 후손인 세파르딤 유대인 가정에서 태어났다. 중앙 및 동유럽의 대부분의 유대인들은 이디시어를 사용했지만, 살로몬은 어린 시절 가족과 함께 폴란드를 떠났기 때문에 이디시어를 읽고 쓸 수 없었다고 전해진다. 세파르딤 유대인들은 일반적으로 이디시어 대신 히브리어와 스페인어를 기반으로 한 라디노어를 사용했다. 그는 젊은 시절 히브리어를 공부했다.
서유럽을 여행하는 동안 살로몬은 금융 지식을 습득하고 당시 여러 언어에 능통하게 되었다. 그는 1770년 폴란드로 돌아왔지만, 1772년 제1차 폴란드 분할 이후 2년 뒤 잉글랜드로 떠났다. 1775년 그는 뉴욕으로 이민하여 해외 무역에 종사하는 미국 상인들을 위한 금융 중개인으로 자리를 잡았다.

## 혁명 활동

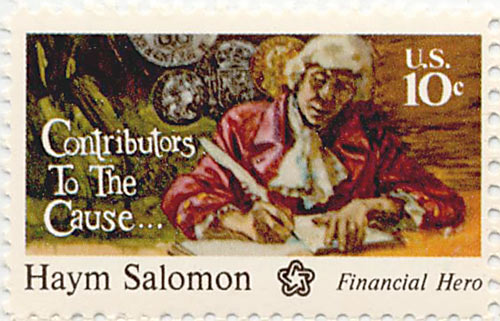
하임 살로몬 기념 우표 (1975)

애국파 대의에 공감한 살로몬은 자유의 아들들 뉴욕 지부에 가입했다. 1776년 9월, 그는 영국군에 의해 간첩으로 체포되었으나 곧 사면되었다. 그러나 영국 당국은 살로몬이 독일어를 구사할 수 있었기 때문에 18개월 동안 배 위에서 헤센 용병들의 통역사로 그를 구금했다. 살로몬은 이 새로운 지위를 이용하여 대륙육군 전쟁 포로들의 탈출을 돕고, 헤센 용병들이 탈영하도록 권유했으며, 허큘리스 멀리건 및 케이토와 협력하여 다른 간첩 행위를 수행했다. 1778년 살로몬은 다시 체포되어 간첩 혐의로 유죄 판결을 받고 사형을 선고받았다. 그는 결국 탈출하여 가족과 함께 대륙회의가 위치한 필라델피아로 향했다.

### 미국 독립 전쟁 자금 조달
필라델피아에 재정착한 살로몬은 중개인 활동을 재개했다. 그는 프랑스 영사의 대리인이 되었을 뿐만 아니라 북미 주둔 모든 프랑스군의 회계 담당자가 되었다. 1781년, 그는 새로 임명된 미국 재무감독관 로버트 모리스와 광범위하게 협력하기 시작했다.
1781년부터 1784년까지의 기록에 따르면 살로몬의 모금 활동과 개인 대출은 조지 워싱턴 장군의 전쟁 노력을 위해 650,000달러틀:USDCY 이상의 자금을 지원하는 데 도움이 되었다. 그러나 그의 가장 중요한 재정적 기여는 요크타운 전투 직전에 이루어졌다.
1781년 8월, 대륙육군은 제1대 콘월리스 후작 찰스 콘월리스 중장을 요크타운의 버지니아 해안 마을에 가두었다. 조지 워싱턴과 주력군, 그리고 로샹보 백작 장바티스트 도나티앵 드 비뫼르와 그의 프랑스군은 허드슨 하이랜드에서 요크타운으로 진격하여 최후의 일격을 가하기로 결정했다. 그러나 워싱턴의 전비는 완전히 바닥났고, 의회 또한 마찬가지였다. 식량, 군복, 보급품이 없자 워싱턴의 병사들은 거의 반란 직전이었다.
워싱턴은 이 작전을 수행하기 위해 최소 20,000달러가 필요하다고 판단했다. 모리스가 자금도, 신용도 없다고 말하자 워싱턴은 "하임 살로몬을 보내라"고 말했다. 살로몬은 어음 판매를 통해 20,000달러를 모금했다. 그 기여로 워싱턴은 요크타운 전역을 수행했고, 이는 독립 혁명의 마지막 전투가 되었다.
살로몬은 프랑스와 네덜란드 공화국으로부터 받은 전쟁 원조의 대부분을 중개하여 미국 상인들에게 어음을 판매했다. 살로몬은 또한 제임스 매디슨과 제임스 윌슨 (1742년)을 포함하여 필라델피아에 머무는 동안 대륙회의의 여러 구성원들을 개인적으로 지원했다. 그는 시장 이자율보다 낮은 이자율을 요구했으며, 상환을 요구한 적이 없었다.
살로몬은 전쟁 중 빈곤해진 혁명의 숨은 영웅이라고 생각되는 이들에게 직접적인 유증을 했다고 믿어진다. 한 예로 대륙육군의 선임 외과 의사였던 보도 오토가 있다. 오토는 65세에 군에 입대하여 전쟁 내내 복무했다. 그는 특히 밸리 포지에 병원을 설립했으며, 종종 자신의 자금을 사용하여 의료 용품을 구입했다. 살로몬의 유증 덕분에 오토는 전쟁이 끝난 후 레딩 (펜실베이니아주)에서 의료 활동을 재개할 수 있었다.
1783년 9월 3일에 서명된 파리 조약 (1783년)은 독립 전쟁을 종식시켰지만, 새로 수립된 국가의 재정 문제를 해결하지는 못했다. 미국의 프랑스에 대한 전쟁 부채는 제대로 상환되지 않았고, 이는 프랑스 혁명으로 이어지는 일련의 사건 중 일부였다.

### 유대인 공동체

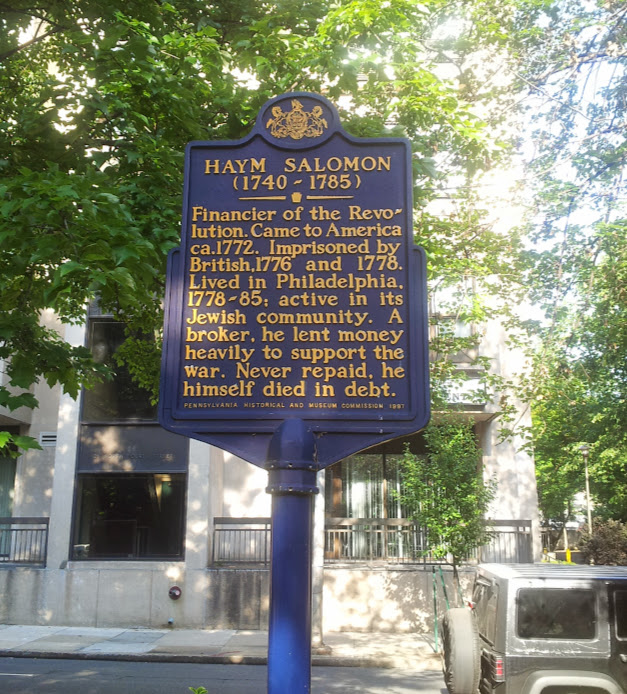
펜실베이니아 역사 기념물, 필라델피아 북4번가 44번지 (2014년 7월)

살로몬은 필라델피아의 미크베 이스라엘 회당의 일원으로서 유대인 공동체 활동에 참여했으며, 1782년에는 회당 본관 건축을 위해 가장 큰 개인 기부금을 냈다. 1783년, 살로몬은 펜실베이니아 검열관 회의에서 주 헌법에 따라 직책을 맡기 위해 요구되던 종교 시험 선서를 폐지하는 성공적인 노력에 참여한 저명한 유대인 중 한 명이었다. 이 시험 법률은 원래 퀘이커교도 다수(퀘이커교도들은 선서 자체를 반대했다)의 참정권을 박탈하기 위해 작성되었지만, 많은 사람들이 이 반민주적 술책에 휘말렸다. 실제로 펜실베이니아에서 시험 법률을 폐지하는 법안을 제출한 사람은 살로몬의 오랜 친구 로버트 모리스였다. 1784년, 살로몬은 언론의 반유대주의적 비방에 대해 다음과 같이 답변했다: "나는 유대인이다. 그것은 나의 민족이다. 우리는 동료 시민들과 함께 누리고자 하는 다른 모든 특권을 얻을 것이라고 절망하지 않는다."

### 프리메이슨
워싱턴과 미국 혁명과 관련된 많은 저명한 인물들처럼, 살로몬은 프리메이슨이었다. 그는 1764년 필라델피아의 롯지 2호, 고대 요크 라이트에서 처음 두 등급을 받았다. 전쟁 후, 그의 마스터 메이슨 등급은 사망하기 전 해인 1784년에 부여되었다(아마도 메릴랜드 롯지, 27호에서).

## 사망
금융가는 1785년 1월 6일 필라델피아에서 갑작스럽게 빈곤 속에 사망했다. 전쟁으로 인한 부채를 정부와 개인 대출 기관이 상환하지 못했기 때문에, 44세의 나이에 사망했을 때 그의 가족은 무일푼이 되었다. 살로몬이 자신의 재산으로 매입했던 수십만 달러의 대륙 부채는 그가 사망할 당시 달러당 약 10센트의 가치밖에 없었다.
인디펜던트 가제트에 실린 그의 사망 기사는 다음과 같았다. "지난 목요일, 오랜 투병 끝에 이 도시의 저명한 중개인이었던 하임 살로몬 씨가 사망했다. 그는 폴란드 태생의 히브리 민족이었다. 그는 직업에 대한 숙련도와 성실함, 그리고 관대하고 인간적인 태도로 유명했다. 그의 유해는 어제 이 도시의 회당 묘지에 안치되었다."

## 유산

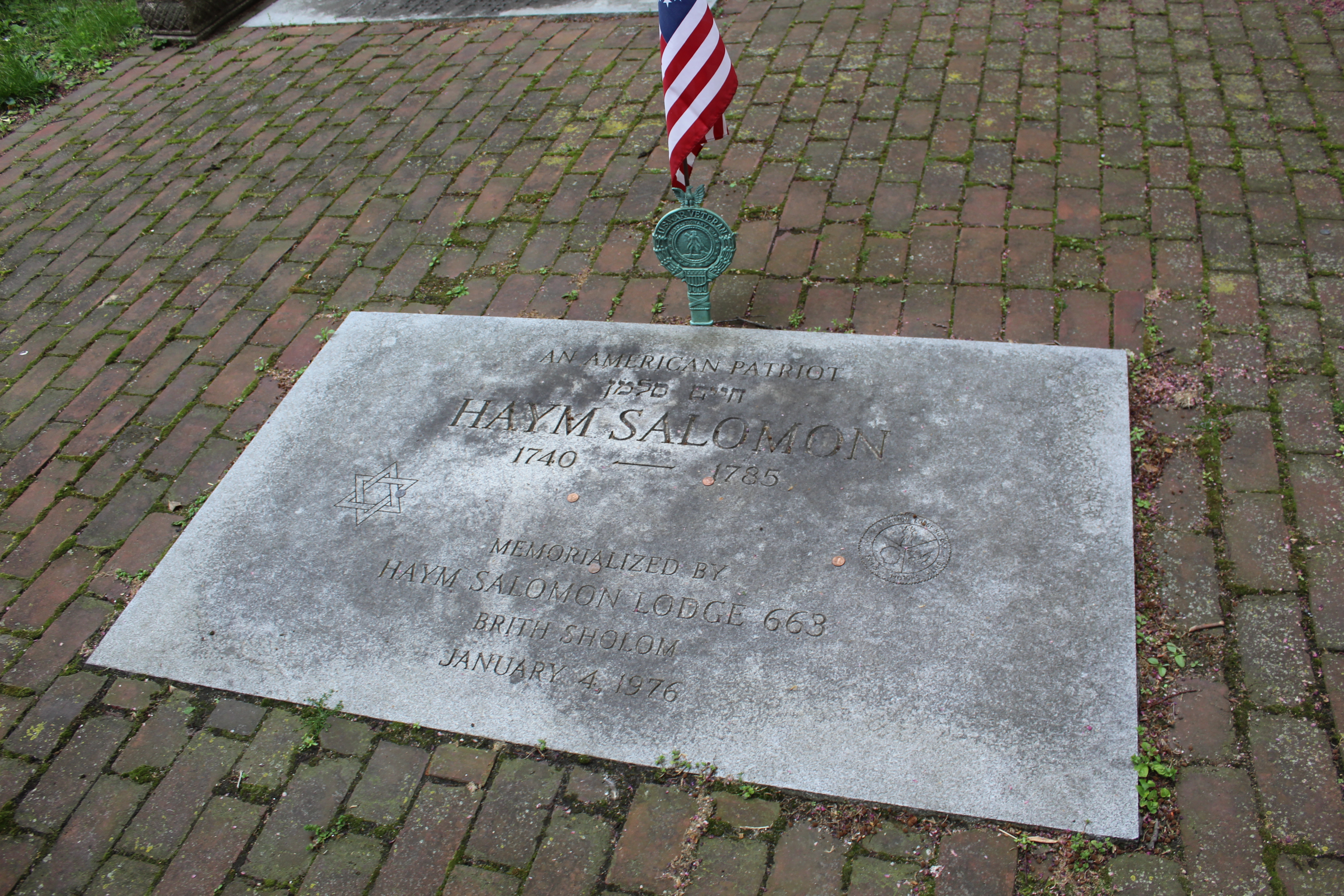
하임 살로몬 기념비, 미크베 이스라엘 유대인 묘지, 필라델피아

하임 살로몬의 묘지는 필라델피아의 미크베 이스라엘 유대인 묘지에 위치해 있다. 표식은 없지만 두 개의 명판 기념물이 있다. 동쪽 벽에는 그의 증손자 윌리엄 살로몬이 설치한 대리석 명판이 있고, 묘지 입구 안쪽에는 화강암 기념물이 세워져 있다. 1980년, 브리스 숄롬 우애 단체의 하임 살로몬 롯지 #663은 미크베 이스라엘 묘지에 기념비를 후원했다. 로버트 S. 휘트먼, 시드니 브루스킨, 마빈 아브람스를 포함한 푸른 리본 패널 및 위원회(모두 롯지 전 회장이며 필라델피아 거주자)는 묘지 벽과 통로의 보수를 주선했다. 그들은 그 후 "미국 애국자"라고 새겨진 큰 버리 화강암 기념 표식을 묘지 입구 안쪽에 설치하고 감독했다. 미국 국기가 있는 기념 청동 표식은 로버트 S. 휘트먼이 설치하여 미국 애국자를 위한 헌정 공간을 표시했다.

### 기념

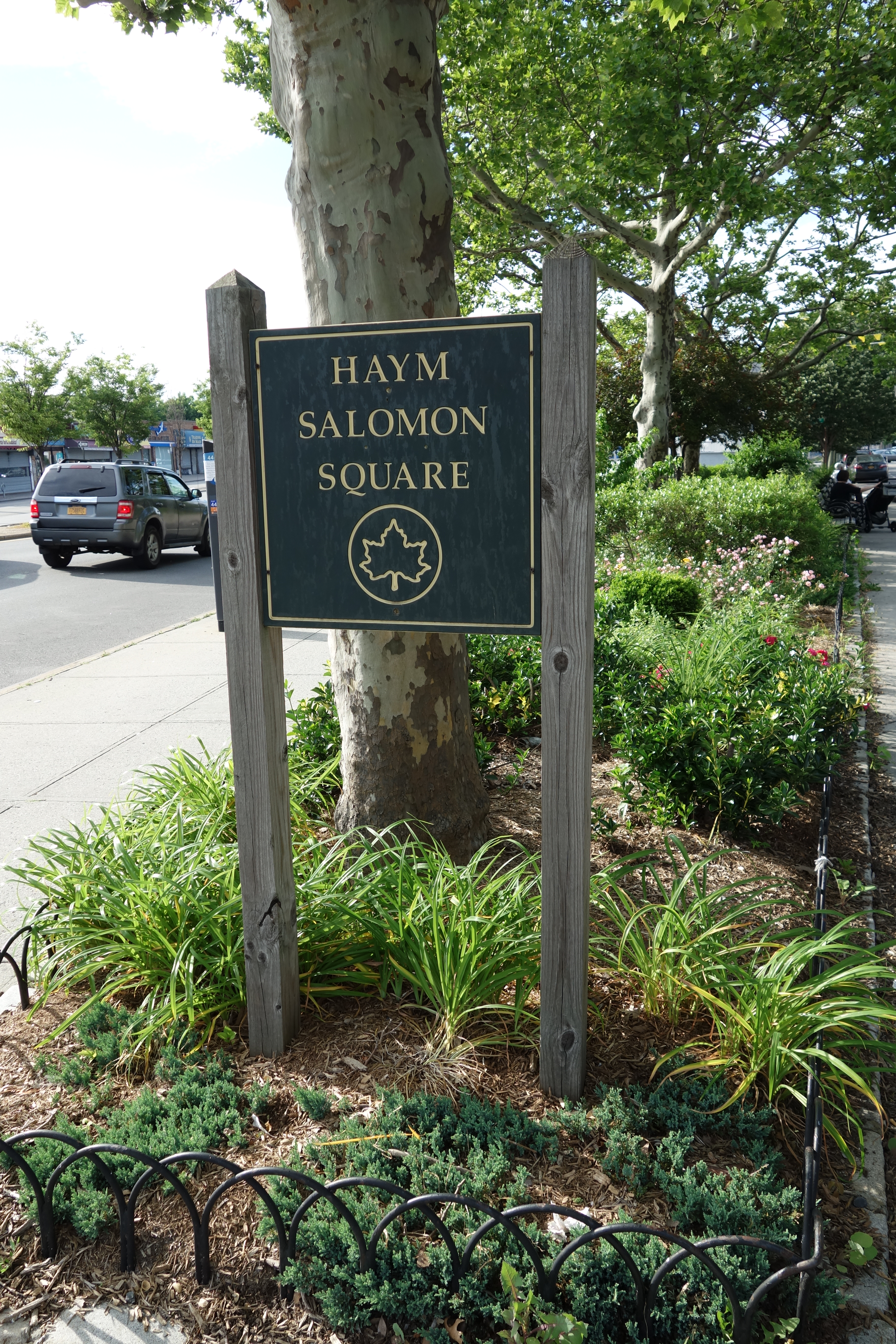
뉴욕 퀸즈 큐 가든스 힐스의 하임 살로몬 광장

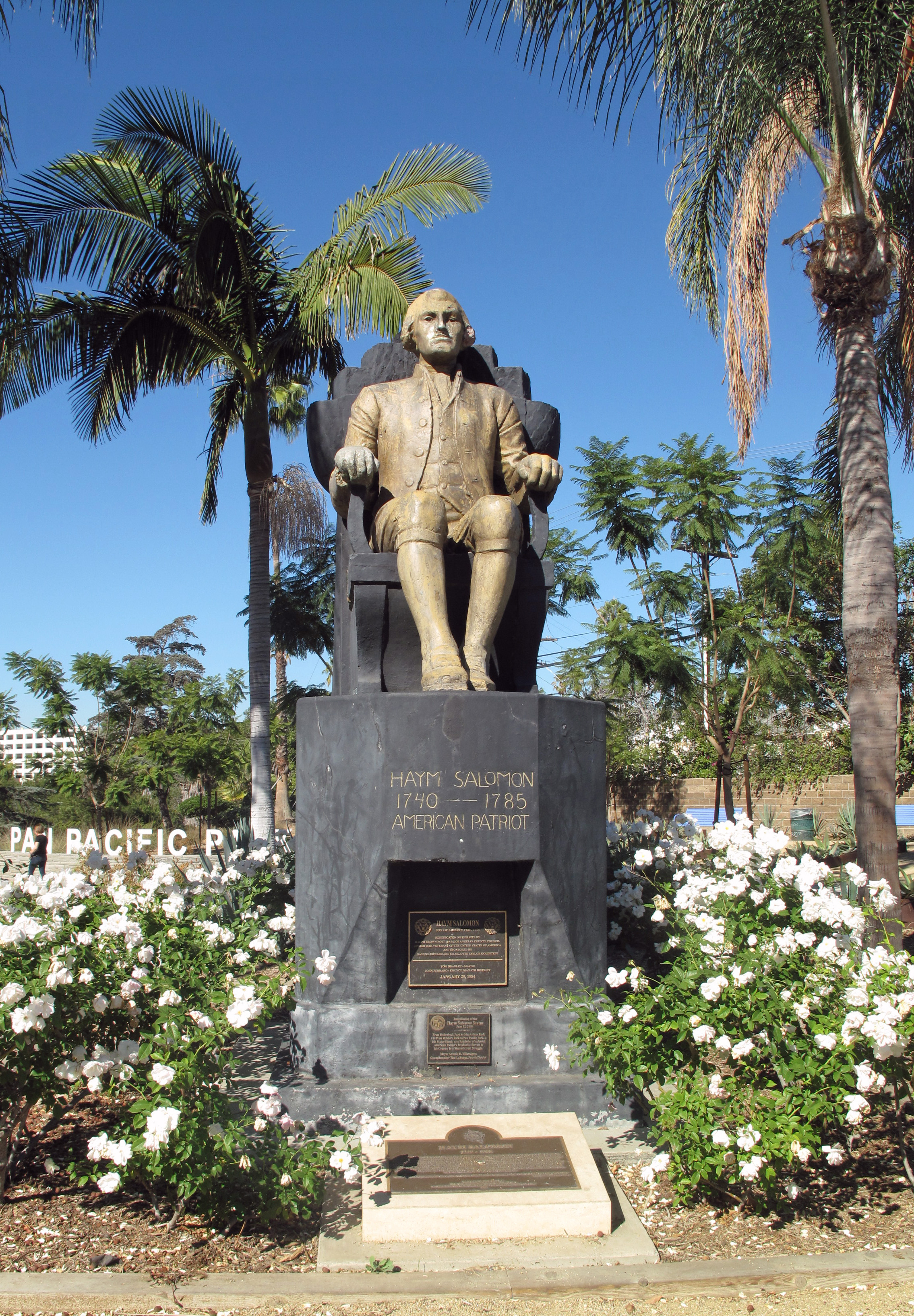
팬 퍼시픽 파크의 하임 솔로몬 동상

대봉인 디자인 과정에서 워싱턴이 살로몬에게 미국 독립 전쟁에 대한 재정적 기여에 대한 보상으로 무엇을 원하는지 물었다는 전설이 있다. 그는 "자신을 위해서는 아무것도 원치 않지만, 그의 민족을 위해 무언가를 원한다"고 대답했다. 증거는 없지만, 봉인에 있는 식민지를 나타내는 13개의 별이 솔로몬의 공헌을 기념하여 다윗의 별 모양으로 배열되었다는 설이 있다. 그러나 이는 자주 반복되지만 사실에 근거한 것이 거의 없는 것으로 보인다.
- 1893년, 제52차 미국 의회에 살로몬의 미국에 대한 공헌을 인정하여 금메달을 주조하도록 명령하는 법안이 제출되었다.
- 1939년, 워너 브라더스는 클로드 레인스가 살로몬 역을 맡은 자유의 아들들이라는 단편 영화를 개봉했다.
- 1941년, 작가 하워드 패스트는 《하임 살로몬, 자유의 아들》이라는 책을 썼다. 같은 해, 로라도 태프트가 디자인한 조각상인 힐드 스퀘어 기념비가 오늘날 시카고 시내의 힐드 스퀘어에 세워졌다. 태프트는 작업을 시작했지만 1936년에 사망했다. 이 작업은 그의 동료인 레너드 크루넬이 완성했다. 이 기념비는 조지 워싱턴이 살로몬과 로버트 모리스 양쪽에 서서 두 사람과 악수하는 모습을 묘사하고 있다.[19]
- 1946년, 로스앤젤레스 홀렌벡 공원에 살로몬 기념 동상이 세워졌다. 이 동상은 2008년 페어팩스 지구의 팬 퍼시픽 공원으로 재헌정되었으며, 가드너 거리와 3번가 모퉁이에서 찾아볼 수 있다.[20]
- 1975년, 미국 우정청은 미국 독립 혁명에 대한 하임 살로몬의 공헌을 기리기 위해 기념 우표를 발행했다. 이 우표는 "대의에 기여한 사람들" 시리즈의 다른 우표들과 마찬가지로 앞면과 뒷면에 인쇄되었다. 우표의 풀면에는 연한 녹색 잉크로 다음과 같은 글귀가 인쇄되어 있었다: "금융 영웅 – 사업가이자 중개인 하임 살로몬은 미국 혁명 자금을 조달하고 나중에 새로운 국가가 붕괴되는 것을 막는 데 필요한 대부분의 자금을 모금하는 데 책임이 있었다."
- 1975년 3월 25일 의회 기록에는 다음과 같이 쓰여 있다.

모리스가 재무감독관으로 임명되었을 때, 그는 전쟁을 계속하고 나중에 막 탄생한 국가가 재정적으로 붕괴하는 것을 막는 데 필요한 자금을 모금하는 데 살로몬에게 도움을 요청했다. 살로몬은 정부에 직접 대출을 제공했고, 또한 정부 관리와 육군 장교들의 봉급을 지불하기 위해 자신의 자원을 아낌없이 내놓았다. "하임 살로몬을 보냈다"는 잦은 기록과 함께, 모리스의 1781년~84년 일기에는 두 사람 간의 약 75건의 거래가 기록되어 있다.

- 제2차 세계 대전 중, 미국 리버티선 SS 하임 살로몬은 그의 이름을 따서 명명되었다. 이 배는 1943년 5월 17일에 진수되었다. 1947년에 민간 용도로 팔렸고 1971년에 폐기되었다.
- 브루클린 (뉴욕)에 있는 하임 살로몬 너싱 홈은 그의 이름을 따서 명명되었다.
- 하임 살로몬 광장은 뉴욕 퀸즈 큐 가든스 힐스에 위치해 있다.
- 펜실베이니아주 프레이저의 하임 살로몬 기념 공원은 필라델피아 교외에 있는 유대인 묘지이다. 이곳은 음악가 짐 크로치의 마지막 안식처이다.
- 하임 살로몬 센터는 노스브룩 (일리노이주)에 위치한 비영리 단체로, 친서방적, 친민주적 가치를 옹호한다.[21]

## 같이 보기
- 필라델피아 포털

## 더 읽어보기
- Amler, Jane Frances. Haym Salomon: Patriot Banker of the American Revolution. ISBN 0-8239-6629-1.
- Arcuri, James. For God and Country: A Spy and A Patriot. ISBN 978-1980797487.
- Berry, Steve. The Patriot Threat. ISBN 978-1-250-05623-8.
- Hart, Charles Spencer. General Washington's Son of Israel and Other Forgotten Heroes of History. Literary Licensing, LLC. 2013. ISBN 978-1258823610.
- Levine, Rabbi Menachem. The Jew who Saved America in the Revolutionary War
- Klinger, Jerry. "Haym Solomon", Jewish American Society for Historic Preservation.
- Lyons, Renee Critcher. Foreign-Born American Patriots: Sixteen Volunteer Leaders in the Revolutionary War. North Carolina: McFarland Publishing. 2013. ISBN 978-0786471843.
- Moran, Donald M. Haym Salomon –The Revolution's Indispensable Financial Genius. Revolutionary War Archives, Sons of Liberty Chapter.
- Peters, Madison C. Salomon. The Financier of the Revolution. 하임 솔로몬 - 구글 도서 New York: The Trow Press, 1911. 틀:LCCN.
- Russell, Charles Edward. Haym Salomon and the Revolution. ISBN 0-7812-5827-8.
- Schwartz, Laurens R. Jews and the American Revolution: Haym Salomon and Others. Jefferson, North Carolina: McFarland & Co., 1987. ISBN 978-0899502205.
- Wiernik, Peter. History of the Jews in America: From the Period of the Discovery of the New World to the Present Time - 구글 도서. New York: Jewish Press Publishing Company, 1912. 틀:LCCN
- Young, Christopher J. (2011). "Barnet Hodes's Quest to Remember Haym Salomon, the Almost-Forgotten Jewish Patriot of the American Revolution." The American Jewish Archives Journal Vol. 63, No. 2 (2011): 43-62.